# Natural (gruppo musicale)
I Natural erano un gruppo musicale giovanile statunitense di genere pop rock, originario di Orlando (Florida), costituitosi nel 1999 e scioltosi nel 2004, famoso soprattutto in Germania e nelle Filippine.
Il gruppo era composto da 5 elementi: Marc Eric Terenzi (che ha intrapreso la carriera da solista), Benjamin Frederick Bledsoe, Michael Joshua “J” Horn, Michael Wayne Johnson e Patrick Bruce King Jr.
Nei cinque anni di attività, il gruppo ha inciso due album, Keep It Natural nel 2002 e It's Only Natural nel 2004.
Ha realizzato inoltre una decina di singoli, tra i quali Put Your Arms Around Me nel 2001 e Just One Last Dance (2004), interpretato assieme alla cantante tedesca Sarah Connor, moglie di Marc Terenzi.

## Formazione
- Marc Eric Terenzi – voce e chitarra
- Benjamin Frederick Bledsoe – voce e basso
- Michael Joshua "J" Horn – voce e pianoforte
- Patrick Bruce King Jr. – chitarra
- Michael Wayne Johnson – batteria

## Discografia

### Album
- 2002 – Keep It Natural
- 2004 – It's Only Natural

### Singoli
- 2001 – Put Your Arms Around Me
- 2002 – Let Me Count the Ways
- 2002 – Will It Ever
- 2003 – Runaway
- 2003 – Paradise
- 2003 – What If
- 2004 – Let Me Just Fly
- 2004 – Just One Last Dance (con Sarah Connor)
- 2004 – Why It Hurts